# Mount Hale
Mount Hale är ett berg i Västantarktis. Chile gör anspråk på området. Toppen på Mount Hale är 3 595 meter över havet, eller 1 531 meter över den omgivande terrängen. Bredden vid basen är 2,9 km.
Terrängen runt Mount Hale är varierad.